# Bibb City
Bibb City – miasto w Stanach Zjednoczonych, w stanie Georgia, w hrabstwie Muscogee.